# Акакій Константинопольський
Ака́кій (грец. Ακάκιος), або Ака́цій (лат. Acacius; ? — 26 листопада 489) — патріарх Константинопольський (472—489). 
Державний діяч Імперії Християн, відомої згодом як Імперія Візантії. Очолював сирітський притулок в Константинополі (458). Зайняв патріарший престол після смерті Геннадія І. 
473 р. провів (першу зафіксовану письмово) церемонію коронації імператора Лева II. Цей ритуал включав читання молитов Константинопольським першосвященником над короною та церемонію урочистого коронування.
Підтримав імператора Зенона у боротьбі проти Василіска (476). Завдяки Зенону зміг втручатися у справи інших східних патріархів. Конфліктував із александрійським патріархом Іваном І. 
Через порушення постанов Халкедонського собору відлучений від церкви рішенням папи римського Фелікса III за так звану акакіанську єресь (484), що породила розкол Західної і Східної церкви (акакіанська схизма, 484—519). 
Вшановується як святий у Коптській церкві та деяких православних церквах. У Католицькій церкві вважається схизматиком.